# Wichard von Bredow
Wichard von Bredow (* 28. Mai 1888 in Landin; † 30. Mai 1951 in Ebstorf) war ein deutscher Verwaltungsbeamter und Kommunalpolitiker (NSDAP). Zwischen 1937 und 1944 amtierte er als Landrat des Kreises Pillkallen (1938 umbenannt in Kreis Schloßberg) in der preußischen Provinz Ostpreußen.

## Leben

### Herkunft, Ausbildung, Privatleben und Militärdienst
Er entstammte dem alten mittelmärkischen Adelsgeschlecht von Bredow und war der zweitletzte Grundbesitzer des Ortes Landin im Landkreis Westhavelland der preußischen Provinz Brandenburg. Seine Mutter Eugenie Gräfin von Schwerin-Wildenhoff (* 2. Juli 1860 auf Gut Wildenhoff; † 29. August 1922 auf Gut Landin) stammte von einem Gut in Ostpreußen, der Vater war der Politiker Max von Bredow, Gutsbesitzer zu Landin und später Landrat. Zu Ostern 1907 legte Wichard von Bredow an der Ritterakademie in Brandenburg an der Havel sein Reifezeugnis ab. Anschließend immatrikulierte er sich für ein Studium der Rechtswissenschaft an der Friedrich-Wilhelms-Universität in Berlin. Dort verbrachte er insgesamt zwei Semester; die vier anderen an der Albertus-Universität in Königsberg. Dort bestand er im Herbst 1910 das Referendarexamen und am 30. September 1918 das Assessorexamen. Wenige Monate später durchlief er am 20. Dezember 1918 schließlich auch sein Rigorosum über die von Doktorvater Max Fleischmann betreute Dissertation Kritische Beiträge zur Verwaltungsgerichtsbarkeit in Preußen und wurde somit zum Dr. jur. promoviert.
In den Jahren 1907 und 1908 hatte von Bredow seinen Wehrdienst im Kürassier-Regiment „Graf Wrangel“ Nr. 3 abgeleistet, das in Königsberg stationiert war. Zu Beginn des Ersten Weltkrieges wurde er am 1. August 1914 von diesem Regiment einberufen; er kam als Offizier in Kurland zum Einsatz. Dort lernte er die  Baronesse Alice von Grotthuß (1897–1984) kennen, die er 1917 heiratete. Das Paar bekam fünf gemeinsame Kinder. Der älteste Sohn Jürgen (* 1918) erbte Landin und Kriele, war Oberleutnant, Steiger und Bergbau-Ingenieur, Hans-Peter (* 1919) war Offizier und dann Forstwirt, Wolfhart fiel 1940 als Fahnenjunker-Unteroffizier, Max-Wichard (* 1922) war Offizier, dann Industriekaufmann und Buchautor, Hubertus (* 1925) war Angestellter und Offizier.
Der Generalleutnant Bernhard von Bredow war ein Onkel.

### Berufliche Karriere
Nach seinem Referendarexamen wurde von Bredow 1910 dem Amtsgericht Zinten im ostpreußischen Kreis Heiligenbeil überwiesen und am 1. Januar 1912 wechselte er in die Verwaltung des Regierungsbezirkes Stettin. Die politischen Umbrüche nach dem Ersten Weltkrieg sowie die politisch, gesellschaftlich und wirtschaftlich brisanten Krisenjahre der Zwischenkriegszeit erlebte er als Gutsbesitzer in Landin. Infolge der Weltwirtschaftskrise wechselte in den Staatsdienst nach Ostpreußen und fand dort eine Tätigkeit beim Regierungsbezirk Gumbinnen.
Aus dem Amt eines Regierungsrates heraus wurde er im Oktober 1937 zum Landrat des ostpreußischen Kreises Pillkallen ernannt. Am 6. Juli 1937 beantragte er die Aufnahme in die NSDAP und wurde rückwirkend zum 1. Mai desselben Jahres aufgenommen (Mitgliedsnummer 4.994.997). Im Juni 1938 wurde seine zunächst lediglich kommissarische in eine feste Stelle überführt. Nachhaltige Bekanntheit erlangte er durch sein Verhalten während der Novemberpogrome gleichen Jahres: Er hatte von der Gauleitung unter Erich Koch per Fernschreiben die Information erhalten, dass „in diesen Stunden alle Synagogen in Deutschland brennen“ – verbunden mit der Anweisung, dass Polizei und Feuerwehr nicht eingreifen sollten. Daraufhin zog sich von Bredow seine Wehrmachtsuniform an und fuhr in die Ortschaft Schirwindt. Er untersagte unter vorgehaltener Waffe den anrückenden SA-, SS-, Gestapo- und Parteimitgliedern, das dortige jüdische Gotteshaus in Brand zu stecken, woraufhin diese die Szenerie verließen. Die Schirwindter Synagoge war die einzige im gesamten Regierungsbezirk Gumbinnen, die die Reichspogromnacht unbeschadet überstand. Erstaunlicherweise hatte diese Befehlsverweigerung für von Bredow keinerlei negative Konsequenzen. Gegen Ende des Zweiten Weltkrieges verlagerte man im Herbst 1944 die Amtsbüros des Kreises Schloßberg in Anbetracht der immer näher rückenden sowjetischen Roten Armee nach Wehlau. von Bredow übernahm ab diesem Moment in Personalunion auch die Funktion als Landrat des Kreises Wehlau und darüber hinaus amtierte er – zeitlich überschneidend – kurzzeitig als Landrat des Kreises Angerburg.
Im Rahmen der Evakuierung der ostpreußischen Städte gelangte er mit seiner Familie im Januar 1945 wieder in die alte Heimat nach Landin. Ende April gleichen Jahres reiste man von dort mit dem Auto weiter gen Westen. Wichard von Bredow und seine Frau kamen in einem Flüchtlingslager in der schleswig-holsteinischen Gemeinde Lensahn unter. Dort wurden sie von einem Rinderbauern entdeckt, dem von Bredow Jahre zuvor in einer juristischen Angelegenheit geholfen hatte. Er gewährte dem Paar daraufhin eine Wohnung auf seinem Hof in Ebstorf im niedersächsischen Landkreis Uelzen. Wichard von Bredow wurde als Nachtwächter angestellt, während Alice sich ihren Lebensunterhalt durch Hilfe in der Küche, im Haus, im Garten und auf den Feldern verdiente. Für das Jahr 1951 planten beide den Umzug ins ostwestfälische Willebadessen, wo bereits zahlreiche Familienmitglieder auf dem Anwesen von Joseph von Wrede untergekommen waren, doch Ende Mai starb Wichard von Bredow – zwei Tage nach seinem 63. Geburtstag.

## Publikationen
- Wichard von Bredow: Kritische Beiträge zur Verwaltungsgerichtsbarkeit in Preußen. Verlag Babenzien, 1922, 53 Seiten.
- Wichard von Bredow: Jagdgeschichten aus Brandenburg, Ostpreußen und Kurland mit einem A-B-C der Pirsch. Selbstverlag durch die Nachfahren, 2019, 352 Seiten.

## Genealogie
- Gothaisches Genealogisches Taschenbuch der Uradeligen Häuser 1919. Zwanzigster Jahrgang, Justus Perthes, Gotha 1918, S. 154.
- Hans Friedrich von Ehrenkrook, Carola von Ehrenkrook, Friedrich Wilhelm Euler, Jürgen Thiedicke von Flotow, Walter von Hueck, u. a.: Genealogisches Handbuch der Adeligen Häuser, A (Uradel) 1957, Band III, Band 15 der Gesamtreihe GHdA, Hrsg. Deutsches Adelsarchiv, C. A. Starke Verlag, Glücksburg/Ostsee 1957, ISSN 0435-2408, S. 86 f.
- Walter von Hueck, Friedrich Wilhelm Euler, Johann Georg von Rappard, u. a.: Genealogisches Handbuch der Adeligen Häuser, A (Uradel) 1981, Band XVI, Band 76 der Gesamtreihe GHdA, Hrsg. Deutsches Adelsarchiv, C. A. Starke Verlag, Limburg an der Lahn 1981, ISSN 0435-2408, S. 146.